# Symplocos diversifolia
Symplocos diversifolia är en tvåhjärtbladig växtart som beskrevs av August Brand. Symplocos diversifolia ingår i släktet Symplocos och familjen Symplocaceae. Utöver nominatformen finns också underarten S. d. appressa.